# 도전 가요열전
《도전 가요열전》은 2016년부터 SK브로드밴드에서 방송되고 있는 대한민국의 노래 경연 프로그램이다.